# Le Pin (Deux-Sèvres)
Le Pin és un municipi francès situat al departament de Deux-Sèvres i a la regió de la Nova Aquitània. L'any 2007 tenia 1.034 habitants.

## Demografia

### Població
El 2007 la població de fet de Le Pin era de 1.034 persones. Hi havia 416 famílies de les quals 116 eren unipersonals (80 homes vivint sols i 36 dones vivint soles), 136 parelles sense fills, 156 parelles amb fills i 8 famílies monoparentals amb fills.
La població ha evolucionat segons el següent gràfic:
Habitants censats

### Habitatges
El 2007 hi havia 462 habitatges, 419 eren l'habitatge principal de la família, 22 eren segones residències i 22 estaven desocupats. 414 eren cases i 45 eren apartaments. Dels 419 habitatges principals, 301 estaven ocupats pels seus propietaris, 106 estaven llogats i ocupats pels llogaters i 12 estaven cedits a títol gratuït; 11 tenien una cambra, 29 en tenien dues, 55 en tenien tres, 93 en tenien quatre i 231 en tenien cinc o més. 321 habitatges disposaven pel capbaix d'una plaça de pàrquing. A 183 habitatges hi havia un automòbil i a 197 n'hi havia dos o més.

### Piràmide de població
La piràmide de població per edats i sexe el 2009 era:
| Homes | Edats   | Dones |
| ----- | ------- | ----- |
| 0     | 95 o +  | 0     |
| 4     | 90 a 94 | 0     |
| 0     | 85 a 89 | 16    |
| 4     | 80 a 84 | 4     |
| 24    | 75 a 79 | 16    |
| 8     | 70 a 74 | 24    |
| 20    | 65 a 69 | 16    |
| 24    | 60 a 64 | 16    |
| 32    | 55 a 59 | 32    |
| 36    | 50 a 54 | 20    |
| 48    | 45 a 49 | 44    |
| 48    | 40 a 44 | 24    |
| 48    | 35 a 39 | 36    |
| 36    | 30 a 34 | 36    |
| 48    | 25 a 29 | 40    |
| 32    | 20 a 24 | 24    |
| 36    | 15 a 19 | 32    |
| 48    | 10 a 14 | 36    |
| 48    | 5 a 9   | 20    |
| 20    | 0 a 4   | 12    |

## Economia
El 2007 la població en edat de treballar era de 661 persones, 517 eren actives i 144 eren inactives. De les 517 persones actives 502 estaven ocupades (290 homes i 212 dones) i 15 estaven aturades (7 homes i 8 dones). De les 144 persones inactives 71 estaven jubilades, 37 estaven estudiant i 36 estaven classificades com a «altres inactius».

### Ingressos
El 2009 a Le Pin hi havia 426 unitats fiscals que integraven 1.077 persones, la mediana anual d'ingressos fiscals per persona era de 15.968 €.

### Activitats econòmiques
Dels 29 establiments que hi havia el 2007, 2 eren d'empreses extractives, 1 d'una empresa alimentària, 1 d'una empresa de fabricació d'elements pel transport, 4 d'empreses de fabricació d'altres productes industrials, 6 d'empreses de construcció, 4 d'empreses de comerç i reparació d'automòbils, 1 d'una empresa de transport, 2 d'empreses d'hostatgeria i restauració, 2 d'empreses financeres, 2 d'empreses de serveis i 4 d'empreses classificades com a «altres activitats de serveis».
Dels 9 establiments de servei als particulars que hi havia el 2009, 1 era una oficina bancària, 1 guixaire pintor, 2 fusteries, 1 lampisteria, 2 electricistes, 1 perruqueria i 1 restaurant.
Dels 2 establiments comercials que hi havia el 2009, 1 era una botiga de menys de 120 m² i 1 una fleca.
L'any 2000 a Le Pin hi havia 41 explotacions agrícoles que ocupaven un total de 1.344 hectàrees.

## Equipaments sanitaris i escolars
El 2009 hi havia una escola elemental.

## Poblacions més properes
El següent diagrama mostra les poblacions més properes.